# Battyman-Tune
Battyman-Tunes sind Reggae- oder Dancehall-Songs, in denen abwertende Ausdrücke für homosexuelle Männer verwendet werden und teilweise offen zur Gewalt gegen sie aufgerufen wird. Homosexuelle Frauen sind selten Thema der Texte. Der Ausdruck Battyman hat englische Wurzeln und ist über Immigranten vor allem ins britische Englisch zurückgewandert.

## Etymologie
Der Ausdruck batty man bzw. bati man und batty boy (auch gesprochen und manchmal geschrieben bhatti boy, batty bwoy) kommen aus dem jamaikanischen Kreol, einer jamaikanischen Kreolsprache mit englischen Wurzeln. Batty ist eine Abwandlung des englischen Wortes bottom (Gesäß, Hinterteil). Batty boy ist eine Wortgleichung zum butt boy („Arsch-Junge“, Arschkriecher oder Arsch(ge)fick(t)er) aus dem amerikanischen Englisch und bezeichnet stark abwertend einen homosexuellen, bisexuellen oder effeminierten Mann oder einen mutmaßlich so veranlagten Mann. 
Im britischen Englisch gibt es die Entsprechung bum boy („Popo-Junge“, Po(ge)fick(t)er). Über jamaikanische Immigranten kam der Ausdruck Batty ins Vereinigte Königreich. Batty (Arsch), batty boy („Arsch-Junge“) und batty hole (Arschloch) werden unter anderem vom fiktiven englischen Gangsta-Rapper Ali G verwendet, dargestellt durch Sacha Baron Cohen, der mit dieser Figur in parodistischer Weise die britische Kultur pakistanischer und karibischer Immigranten porträtiert. Aber auch der US-amerikanische Rapper MF DOOM machte sich in dem Lied Batty Boyz vom Album Born Like This aus dem Jahre 2009 lustig über die latente Homosexualität von Batman und Robin.
Ein weiteres, vergleichbares jamaikanisches Schimpfwort ist chi chi boy oder chi chi man. Der Ursprung liegt im französischen Adjektiv chichi, welches unter anderem „affektiertes Verhalten“ und „Luxus, vulgärer Glanz, anmaßend“ bedeutet. Zwischen 1905 und 1910 gelangte chichi in die Englische Sprache. Hier hat es die Bedeutungen „sehr schick, elegant“ sowie „affektiert, protzig, effeminiert“. Eine deutsche Entsprechung für chi chi man wäre in etwa die Tunte.
Tune bezeichnet im Englischen eine Melodie oder ein Lied.

## Hintergrund
Das wohl bekannteste Beispiel eines Battyman-Tune ist Boom Bye Bye von Buju Banton aus dem Jahr 1992, in dem zur „Hinrichtung“ homosexueller Männer aufgerufen wird. Banton verteidigte seinen Song später mit der Begründung, er richte sich ausschließlich gegen homosexuelle Kindesmissbraucher.
Homophobie und physische Gewalt gegen Schwule ist in Jamaika weit verbreitet. Viele Künstler haben entsprechend homophobe Texte in ihren Liedern. Beispiele hierfür sind unter anderem T.O.K. oder Anthony B. Die Jamaica Labour Party verwendete im Wahlkampf 2001 den Song Chi Chi man von T.O.K. als Themensong, der die Verbrennung und Ermordung von Schwulen feiert.
Einige jamaikanische Sänger wie Capleton rechtfertigen ihre Aussagen damit, sie seien nicht wörtlich zu verstehen und auch keine Aufforderung Menschen oder Dinge zu verbrennen. Dies „Feuer“ sei kein reales Feuer, sondern ein spirituelles Feuer, das die Seele reinigen solle; ein Konzept, das auch in biblischen Texten vorkomme.

## Gegenpositionen und Distanzierungen
Im The Reggae Compassionate Act unterzeichneten 2007 viele bekannte Reggae- und Dancehall-Sänger eine Willenserklärung, keine homophoben Texte mehr zu benutzen.
Bekannte deutsche Künstler dieser Musikrichtung wie Irie Révoltés, Raggabund oder Silly Walks Movement distanzieren sich ausdrücklich von der Intoleranz gegenüber homosexuellen Menschen und verurteilen diese Texte als „Hasspropaganda“.